# Ilaria Sommavilla
Ilaria Sommavilla (* 14. Juli 1987 in Belluno) ist eine italienische Grasskiläuferin. Sie wurde 2009 Weltmeisterin im Slalom und 2006 sowie 2007 Juniorenweltmeisterin im Riesenslalom. Das Mitglied der italienischen Grasski-Nationalmannschaft gewann bisher fünf Weltcuprennen und in der Saison 2012 den Gesamtweltcup. Sie wurde 17-mal Italienische Meisterin.

## Karriere
Erste große Erfolge auf nationaler Ebene gelangen Ilaria Sommavilla bei den italienischen Meisterschaften 2002 in Forni di Sopra mit Siegen im Super-G und in der Kombination. Bis 2011 kamen weitere 15 italienische Meistertitel hinzu, womit sie nun bei 17 Titeln hält. Ihre ersten Medaillen bei internationalen Wettkämpfen gewann sie 2003 bei der Juniorenweltmeisterschaft in Goldingen. Im Slalom wurde sie Zweite und mit Rang fünf im Super-G holte sie auch in der Kombination Silber. Im Riesenslalom belegte sie Platz vier. Im selben Jahr nahm sie auch an der Weltmeisterschaft in Castione della Presolana teil und kam dabei in allen Bewerben unter die schnellsten zehn. Ihr bestes Resultat war der vierte Platz in der Kombination.
In der Saison 2004 fuhr Sommavilla erstmals in Weltcuprennen auf das Podest. In den beiden Slaloms von L’Aquila sowie in den Kombinationen von Forni di Sopra und Nové Město na Moravě fuhr sie jeweils auf den zweiten Platz, womit sie in der Gesamtwertung den dritten Rang belegte. Bei der Juniorenweltmeisterschaft 2004 gewann sie Silber im Slalom und jeweils Bronze im Riesenslalom und in der Kombination, im Super-G wurde sie Vierte. In der Weltcupsaison 2005 gelangen der Italienerin vier Podestplätze in den Rennen von Forni di Sopra. Sie wurde Zweite im Riesenslalom und im zweiten Super-G sowie Dritte im ersten Super-G und in der Kombination, womit sie im Gesamtklassement hinter der Österreicherin Ingrid Hirschhofer den zweiten Platz erreichte. Bei der Weltmeisterschaft des Jahres 2005 wurde sie Vierte im Slalom, Fünfte in der Kombination und Elfte im Super-G. Bei der Junioren-WM 2005 gewann sie die Silbermedaille im Riesenslalom und auch in allen anderen Bewerben fuhr sie unter die besten fünf.
Zwei Podestplätze in den Riesenslaloms von České Petrovice und Forni di Sopra gelangen Ilaria Sommavilla in der Weltcupsaison 2006. Mit weiteren drei Top-5-Ergebnissen belegte sie den fünften Gesamtrang. Bei der Juniorenweltmeisterschaft 2006 im tschechischen Horní Lhota u Ostravy fuhr sie in allen Bewerben in die Medaillenränge und sie gewann auch ihren ersten Titel. Im Super-G wurde sie Dritte, im Slalom und in der Kombination erreichte sie jeweils hinter der Schweizerin Nadja Vogel den zweiten Platz und im Riesenslalom wurde sie vor Vogel und der Tschechin Petra Mlejnková Juniorenweltmeisterin. In der Weltcupsaison 2007 fuhr Sommavilla sechs Mal unter die besten drei, ein Sieg gelang ihr aber weiterhin nicht. In der Gesamtwertung erreichte sie wie schon vor zwei Jahren den zweiten Platz hinter Ingrid Hirschhofer. Bei der Juniorenweltmeisterschaft 2007 konnte die Italienerin ihren Riesenslalomtitel erfolgreich verteidigen. Im Slalom und in der Super-Kombination wurde sie jeweils Zweite und im Super-G belegte sie mit nur einer Hundertstelsekunde Rückstand auf die drittplatzierte Petra Mlejnková den vierten Rang. Zwei vierte Plätze im Slalom und im Riesenslalom sowie zwei sechste Plätze im Super-G und in der Super-Kombination erreichte sie bei der Weltmeisterschaft 2007 in Olešnice v Orlických horách.
Zwei dritte Plätze im Slalom und im Riesenslalom von Čenkovice waren Sommavillas beste Ergebnisse in der Weltcupsaison 2008. In vier weiteren Rennen fuhr sie unter die besten fünf, womit sie im Gesamtklassement den vierten Platz belegte. Ohne Spitzenresultat blieb sie in der Weltcupsaison 2009. Sie erreichte nur in zwei Rennen das Ziel (sechster Platz in der Super-Kombination von Forni di Sopra und neunter Rang in der Super-Kombi von Wilhelmsburg) und fiel dadurch auf Rang zwölf im Gesamtklassement zurück. Dennoch konnte sie in diesem Jahr ihren bis dahin größten Erfolg feiern. Bei der Weltmeisterschaft 2009 in Rettenbach wurde sie mit mehr als eineinhalb Sekunden Vorsprung auf die Slowakin Veronika Cvašková Weltmeisterin im Slalom. Den Riesenslalom beendete sie an sechster Stelle. Die Weltcupsaison 2010 begann für Ilaria Sommavilla mit einem Ausfall im Riesenslalom von Čenkovice Anfang Juli. Danach nahm sie erst wieder am Weltcupslalom in Faistenau teil, wo sie den zweiten Platz erreichte. Nach drei Top-10-Ergebnissen in Cesana San Sicario und Frais-Chiomonte feierte sie am 19. September 2010 im abschließenden Slalom von Sestriere ihren ersten Weltcupsieg, nachdem sie zuvor schon insgesamt zehnmal Zweite und neunmal Dritte gewesen war. Im Gesamtweltcup erzielte sie den siebenten Platz.
Den zweiten Weltcupsieg feierte Sommavilla am Ende der Saison 2011 in der Super-Kombination von Forni di Sopra. Zuvor war sie in diesem Jahr schon zweimal auf dem Podest gestanden. Im Gesamtweltcup konnte sie sich wieder auf den vierten Platz verbessern. Bei der Weltmeisterschaft 2011 in Goldingen gewann sie die Bronzemedaille im Riesenslalom und wurde Fünfte im Slalom. Im Super-G und in der Super-Kombination kam sie nicht ins Ziel. Die Weltcupsaison 2012 wurde zu Sommavillas bisher erfolgreichster: Sie begann die Saison mit zwei Siegen in den Sprintslaloms von Triest und feierte im Slalom des Weltcupfinales in Rettenbach einen weiteren Sieg. Zudem wurde sie dreimal Zweite und zweimal Dritte, womit sie vor der erst 15-jährigen Weltcupdebütantin Kristin Hetfleisch den Gesamtweltcup für sich entschied.
Von 2002 bis 2008 nahm Ilaria Sommavilla auch an zahlreichen FIS- und nationalen Juniorenrennen im Alpinen Skisport teil. Während sie bei den Juniorenrennen dreimal auf das Podium fuhr, kam sie in FIS-Rennen nur einmal unter die besten 30.

## Erfolge

### Weltmeisterschaften
- Castione della Presolana 2003: 4. Kombination, 6. Slalom, 6. Riesenslalom, 10. Super-G
- Dizin 2005: 4. Slalom, 5. Kombination, 11. Super-G
- Olešnice v Orlických horách 2007: 4. Slalom, 4. Riesenslalom, 6. Super-G, 6. Super-Kombination
- Rettenbach 2009: 1. Slalom, 6. Riesenslalom
- Goldingen 2011: 3. Riesenslalom, 5. Slalom

### Juniorenweltmeisterschaften
- Nové Město na Moravě 2002: 7. Riesenslalom, 11. Super-G
- Goldingen 2003: 2. Slalom, 2. Kombination, 4. Riesenslalom, 5. Super-G
- Rettenbach 2004: 2. Slalom, 3. Riesenslalom, 3. Kombination, 4. Super-G
- Nové Město na Moravě 2005: 2. Riesenslalom, 4. Super-G, 5. Slalom, 5. Kombination
- Horní Lhota u Ostravy 2006: 1. Riesenslalom, 2. Slalom, 2. Kombination, 3. Super-G
- Welschnofen 2007: 1. Riesenslalom, 2. Slalom, 2. Super-Kombination, 4. Super-G

### Weltcup
- 1. Gesamtrang: 2012
- 2. Gesamtrang: 2005 und 2007
- 3. Gesamtrang: 2004
- 31 Podestplätze, davon 5 Siege:

| Datum              | Ort            | Land       | Disziplin         |
| ------------------ | -------------- | ---------- | ----------------- |
| 19. September 2010 | Sestriere      | Italien    | Slalom            |
| 17. September 2011 | Forni di Sopra | Italien    | Super-Kombination |
| 23. Juni 2012      | Triest         | Italien    | Slalom            |
| 24. Juni 2012      | Triest         | Italien    | Slalom            |
| 1. September 2012  | Rettenbach     | Österreich | Slalom            |

### Italienische Meisterschaften
- Sommavilla ist 17-fache Italienische Meisterin: 4× Slalom, 4× Riesenslalom, 5× Super-G, 1× Kombination und 3× Super-Kombination